# Grand-Couronne
Grand-Couronne is een gemeente in het Franse departement Seine-Maritime (regio Normandië) en telt 9442 inwoners (1999). De plaats maakt deel uit van het arrondissement Rouen.

## Geografie
De oppervlakte van Grand-Couronne bedraagt 16,9 km², de bevolkingsdichtheid is 558,7 inwoners per km². Zie ook: Petit-Couronne.

## Geschiedenis
In de omgeving van het huidige Couronne hebben, blijkens archeologische vondsten, in de Jonge Steentijd tot in de tijd van Karel de Grote mensen gewoond. Voor de komst der Normandiërs in de 10e eeuw, stonden er belangrijke kloosters, waarvan niets bewaard is gebleven. De naam Couronne (eerste vermelding : Curtehulm(i) in 1025) is geheel of gedeeltelijk van Oudnoordse herkomst. Het tweede deel, -hulm, -holm, betekent: eiland, land aan het water. Men vergelijke de namen Stockholm en Bornholm. Uit archeologisch onderzoek in Grand-Couronne blijkt, dat ter plaatse inderdaad een eilandje in de Seine heeft bestaan.
Op 24 juni 1944 werd het centrum van de plaats door een geallieerd bombardement verwoest. Daarbij vielen 128 doden.
Na 1960 nam de bevolking snel toe door de vestiging van zware industrie langs de Seine-oever. O.a. kwamen er papier- en chemische fabrieken, een olieraffinaderij en een distributiecentrum van een groothandel in allerlei dranken. Het transportbedrijf Lohéac fabriceerde er eigen trekkers.
De onderstaande kaart toont de ligging van Grand-Couronne met de belangrijkste infrastructuur en aangrenzende gemeenten.

## Demografie
Onderstaande figuur toont het verloop van het inwonertal (bron: INSEE-tellingen).